# Idioma mengisa
Mengisa es una lengua bantú de Camerún. Puede ser mutuamente inteligible con otros dialectos Beti tales como Ewondo.
El pueblo Mengisa también habla un idioma litúrgico secreto, el Leti.